# Fabien Reboul
Fabien Reboul (Tolosa, 9 settembre 1995) è un tennista francese.
Specialista del doppio, ha vinto cinque titoli nel circuito maggiore, diversi altri nei tornei Challenger e il suo miglior miglior ranking ATP è il 22º posto del maggio 2025. Il miglior risultato nelle prove del Grande Slam è stato il terzo turno raggiunto all'Open di Francia 2023, al torneo di Wimbledon 2024 e agli Australian Open 2025. In singolare non ha ottenuto risultati di rilievo e dal 2022 gioca esclusivamente in doppio.

## Carriera

### 2013-2015, inizi e primi titoli ITF
Fa le sue prime apparizioni tra i professionisti nel 2013 e già al secondo torneo raggiunge la finale in doppio al Futures ITF Greece F17. Disputa la prima finale in singolare nel marzo 2015 al torneo France F5 e viene sconfitto da Karen Chačanov. Due mesi più tardi alza il primo trofeo da professionista vincendo in coppia con Sadio Doumbia il torneo di doppio all'Algeria F3. Nel dicembre 2015 si aggiudica il primo titolo in singolare battendo lo stesso Doumbia nella finale del Thailand F4.

### 2017-2019, primi titoli Challenger in doppio
Esordisce nel circuito Challenger nel settembre 2016, nel gennaio 2017 disputa la prima finale di categoria al Bangkok Challenger II, e viene sconfitto dai giocatori di casa Sanchai Ratiwatana / Sonchat Ratiwatana in coppia con Doumbia, con il quale disputerà quasi tutti i tornei di doppio anche negli anni successivi. Il primo titolo Challenger arriva nel settembre 2019 a Banja Luka, dove ancora con Doumbia sconfigge in finale Sergio Galdós / Facundo Mena con il punteggio di 6-3, 7-6. La settimana successiva vincono anche il torneo di Sibiu e Reboul fa il suo ingresso nella top 200 del ranking. In singolare aveva nel frattempo vinto altri due tornei ITF, mentre nei tornei Challenger non supera mai il secondo turno.

### 2020-2021, sei titoli Challenger e 110º nel ranking di doppio
Nel 2020 gioca con Doumbia due finali Challenger verso fine stagione e vincono quella di Campinas. L'anno della svolta è il 2021, a gennaio abbandona i tornei ITF, nel corso della stagione la coppia transalpina disputa sei finali Challenger e ne vince cinque tra cui quella al prestigioso Challenger 125 di Aix-en-Provence, oltre a quelle di Roma I, Roma Open II,  Verona e Brest. A giugno Reboul porta il best ranking alla 110ª posizione mondiale. A luglio fanno inoltre il loro esordio nel circuito maggiore al torneo di Newport e vengono eliminati al primo turno.

### 2022, 3 semifinali ATP, 5 titoli Challenger e 53º nel ranking
Iniziano il 2022 vincendo il Challenger di Forlì II, a febbraio raggiungono per la prima volta una semifinale ATP a Pune e vengono sconfitti da Rohan Bopanna / Ramkumar Ramanathan; a fine mese Reboul entra per la prima volta nella top 100. Il mese dopo si aggiudicano il titolo al Challenger di Las Palmas. A maggio, al loro esordio in una prova del Grande Slam, raggiungono il secondo turno agli Open di Francia. Disputano quindi tre finali Challenger, perdono quella del Forlì Open e vincono quelle di Perugia e Oeiras III. Debuttano anche a Wimbledon e vengono eliminati al primo turno, mentre arrivano nei quarti all'ATP di Kitzbühel. Dopo la finale persa al Challenger di Grodzisk Mazowiecki in coppia con Hugo Nys, raggiunge il secondo turno agli US Open con Diego Hidalgo e vengono eliminati dopo tre tie-break da Juan Sebastián Cabal / Robert Farah. A settembre torna a giocare con Doumbia e raggiungono prima la semifinale all'ATP di Tel Aviv e a ottobre quella all'ATP di Firenze. A fine anno, al loro esordio in un Masters 1000 raggiungono il secondo turno al Paris Masters, vincono poi il titolo al Challenger di Roanne e Reboul porta il best ranking alla 53ª posizione.

### 2023, primo titolo ATP, un'altra finale ATP e 36º nel ranking
A inizio 2023 raggiungono il secondo turno all'Australian Open e la settimana successiva vincono il Challenger 125 di Quimper. A febbraio raggiungono la loro prima finale ATP a Córdoba e vengono sconfitti da Máximo González / Andrés Molteni per 4-6, 4-6, risultato con cui Reboul entra nella top 50. Sale alla 45ª posizione a fine mese quando raggiungono la loro prima semifinale in un ATP 500 al Rio Open, che perdono contro Juan Sebastián Cabal / Marcelo Melo. Reboul esce in semifinale anche all'Estoril Open assieme a Gonzalo Escobar. Di nuovo con Doumbia vince il Challenger di Spalato e perde in finale a quello 175 di Bordeaux. Costretti a dare forfait in semifinale all'ATP di Lione, si spingono per la prima volta fino al terzo turno in una prova del Grande Slam al Roland Garros. Vincono il loro primo match in carriera a Wimbledon e a fine torneo Reboul sale al 44º posto mondiale.
Escono in semifinale a Umago e Kitzbühel, e non superano il turno di esordio ai primi US Open giocati assieme. Il 26 settembre vincono il loro primo titolo ATP al Chengdu Open, entrano nel tabellone come teste di serie nº 1 e in finale hanno la meglio sulle teste di serie nº 2 Francisco Cabral / Rafael Matos con il punteggio di 4-6, 7-5, [10-7]; la settimana successiva Reboul porta il best ranking al 43º posto. Raggiungono la prima semifinale Masters 1000 a Shanghai, dove eliminano Santiago González / Édouard Roger-Vasselin e Wesley Koolhof / Neal Skupski e vengono sconfitti da Rohan Bopanna / Matthew Ebden. Continua l'ascesa in classifica con le semifinali al Vienna Open e al Moselle Open e chiude la stagione al 36º posto mondiale.

### 2024, tre titoli ATP e 27º nel ranking
Anche a inizio 2024 continua a salire nel ranking giocando con Doumbia e la prima soddisfazione stagionale è la semifinale raggiunta all'Auckland Open. A inizio febbraio vincono a Montpellier il loro secondo titolo ATP superando in finale Albano Olivetti / Sam Weissborn al terzo set. La settimana successiva tornano a disputare la finale ATP a Cordoba e raccolgono solo 5 giochi contro Maximo Gonzalez / Andres Molteni, che li avevano sconfitti anche nell'edizione precedente. Dopo le semifinali giocate negli ATP 500 del Rio Open e dell'Abierto Mexicano de Tenis, Reboul si porta al 31º posto. Si aggiudicano il titolo al prestigioso Challenger Arizona Tennis Classic. Iniziano la stagione su terra battuta raggiungendo la finale ATP all'Estoril Open e perdono in due set contro Gonzalo Escobar / Oleksandr Nedovjesov. Due settimane più tardi vincono un nuovo torneo ATP al Romanian Open con il successo in finale su Harri Heliövaara / Henry Patten. Escono nei quarti al Masters 1000 del Madrid Open e al turno di esordio al Roland Garros.
Dopo la semifinale persa all'ATP 500 di Halle, si spingono per la prima volta fino al terzo turno al torneo di Wimbledon. Raggiunge la sua prima finale in un torneo ATP 500 all'Hamburg European Open in coppia con Édouard Roger-Vasselin e perdono in due set contro Kevin Krawietz / Tim Pütz. Convocato per disputare il doppio assieme a Roger-Vasselin ai Giochi di Parigi, si infortuna a una mano poco prima del torneo e inizia un periodo di convalescenza. Al rientro si conferma campione al Chengdu Open con Doumbia, e con il secondo turno all'ATP 500 di Tokyo sale al 27º posto mondiale. A fine stagione escono nei quarti di finale al Paris Masters.

### 2025, prima finale Masters 1000, un titolo ATP e 22º nel ranking
A Inizio 2025 perdono la semifinale all'Hong Kong Open e raggiungono per la prima volta il terzo turno degli Australian Open. A fine gennaio si aggiudicano il Challenger 125 dell'Open Quimper Bretagne Occidentale e Reboul sale al 23º posto mondiale. A marzo cedono in finale all'ATP 500 dell'Abierto Mexicano de Tenis contro Christian Harrison / Evan King. Nel periodo successivo perdono le semifinali in un Challenger 175 e al Romanian Open. A maggio disputano la loro prima finale Masters 1000 agli Internazionali d'Italia dopo aver eliminato le teste di serie nº 3 Krawietz / Pütz e le nº 2 Heliövaara / Patten. nel match che assegna il titolo cedono in tre set ai numeri 1 del mondo Arévalo / Pavić. Vincono il successivo Geneva Open superando in finale Ariel Behar / Joran Vliegen per 6-74, 6-4, [11-9] e Reboul porta il miglior ranking al 22º posto.

## Statistiche
Aggiornate al 26 maggio 2025.

### Doppio

#### Vittorie (5)
| Legenda              |
| Grande Slam (0)      |
| ATP Finals (0)       |
| ATP Masters 1000 (0) |
| ATP Tour 500 (0)     |
| ATP Tour 250 (5)     |

| N. | Data              | Torneo                          | Superficie  | Compagno      | Avversari in finale           | Punteggio           |
| 1. | 26 settembre 2023 | Chengdu Open, Chengdu           | Cemento     | Sadio Doumbia | Francisco Cabral Rafael Matos | 4-6, 7-5, [10-7]    |
| 2. | 4 febbraio 2024   | Open Sud de France, Montpellier | Cemento (i) | Sadio Doumbia | Albano Olivetti Sam Weissborn | 6(5)-7, 6-4, [10-6] |
| 3. | 21 aprile 2024    | Romanian Open, Bucarest         | Terra rossa | Sadio Doumbia | Harri Heliövaara Henry Patten | 6-3, 7-5            |
| 4. | 24 settembre 2024 | Chengdu Open, Chengdu (2)       | Cemento     | Sadio Doumbia | Yuki Bhambri Albano Olivetti  | 6-4, 4-6, [10-4]    |
| 5. | 25 maggio 2025    | Geneva Open, Ginevra            | Terra rossa | Sadio Doumbia | Ariel Behar Joran Vliegen     | 6(4)-7, 6-4, [11-9] |

#### Finali perse (6)
| Legenda              |
| Grande Slam (0)      |
| ATP Finals (0)       |
| ATP Masters 1000 (1) |
| ATP Tour 500 (2)     |
| ATP Tour 250 (3)     |

| N. | Data             | Torneo                              | Superficie  | Compagno               | Avversari in finale                  | Punteggio            |
| 1. | 12 febbraio 2023 | Córdoba Open, Córdoba               | Terra rossa | Sadio Doumbia          | Máximo González Andrés Molteni       | 4-6, 4-6             |
| 2. | 11 febbraio 2024 | Córdoba Open, Córdoba (2)           | Terra rossa | Sadio Doumbia          | Máximo González Andrés Molteni       | 4-6, 1-6             |
| 3. | 7 aprile 2024    | Estoril Open, Cascais               | Terra rossa | Sadio Doumbia          | Gonzalo Escobar Oleksandr Nedovjesov | 5-7, 2-6             |
| 4. | 21 luglio 2024   | Hamburg European Open, Amburgo      | Terra rossa | Édouard Roger-Vasselin | Kevin Krawietz Tim Pütz              | 6(8)-7, 2-6          |
| 5. | 1º marzo 2025    | Abierto Mexicano de Tenis, Acapulco | Cemento     | Sadio Doumbia          | Christian Harrison Evan King         | 4-6, 4-6             |
| 6. | 18 maggio 2025   | Internazionali d'Italia, Roma       | Terra rossa | Sadio Doumbia          | Marcelo Arévalo Mate Pavić           | 4-6, 7-6(8), [11-13] |

### Tornei minori

#### Singolare

##### Vittorie (3)
| Legenda tornei minori |
| Challenger (0)        |
| ITF (3)               |

##### Finali perse (7)
| Legenda tornei minori |
| Challenger (0)        |
| ITF (7)               |

#### Doppio

##### Vittorie (41)
| Legenda tornei minori |
| Challenger (17)       |
| ITF (24)              |

| N.  | Data              | Torneo                                         | Superficie  | Compagno      | Avversari in finale                         | Punteggio           |
| 1.  | 14 settembre 2019 | Banja Luka Challenger, Banja Luka              | Terra rossa | Sadio Doumbia | Sergio Galdós Facundo Mena                  | 6-3, 7–6(4)         |
| 2.  | 21 settembre 2019 | Sibiu Open, Sibiu                              | Terra rossa | Sadio Doumbia | Matej Sabanov Ivan Sabanov                  | 6-4, 3-6, [10-7]    |
| 3.  | 5 dicembre 2020   | Campeonato Internacional de Campinas, Campinas | Terra rossa | Sadio Doumbia | Luis David Martínez Felipe Meligeni Alves   | 6(7)–7, 7-5, [10-7] |
| 4.  | 24 aprile 2021    | Roma Open, Roma                                | Terra rossa | Sadio Doumbia | Paolo Lorenzi Juan Pablo Varillas           | 7–6(5), 7-5         |
| 5.  | 1º maggio 2021    | Roma Open II, Roma                             | Terra rossa | Sadio Doumbia | Guido Andreozzi Guillermo Durán             | 7-5, 6-3            |
| 6.  | 19 giugno 2021    | Open du Pays d'Aix, Aix-en-Provence            | Terra rossa | Sadio Doumbia | Robert Galloway Alex Lawson                 | 6(4)–7, 7-5, [10-4] |
| 7.  | 21 agosto 2021    | Internazionali di Verona, Verona               | Terra rossa | Sadio Doumbia | Luca Margaroli Gonçalo Oliveira             | 7-5, 4-6, [10-6]    |
| 8.  | 30 ottobre 2021   | Brest Challenger, Brest                        | Cemento (i) | Sadio Doumbia | Salvatore Caruso Federico Gaio              | 4-6, 6-3, [10-3]    |
| 9.  | 15 gennaio 2022   | Città di Forlì II, Forlì                       | Cemento (i) | Sadio Doumbia | Nicolás Mejía Alexander Ritschard           | 6-2, 6-3            |
| 10. | 5 marzo 2022      | Gran Canaria Challenger, Las Palmas            | Terra rossa | Sadio Doumbia | Matteo Arnaldi Luciano Darderi              | 5-7, 6-4, [10-7]    |
| 11. | 11 giugno 2022    | Internazionali Città di Perugia, Perugia       | Terra rossa | Sadio Doumbia | Marco Bortolotti Sergio Martos Gornés       | 6-2, 6-4            |
| 12. | 25 giugno 2022    | Oeiras Challenger III, Oeiras                  | Terra rossa | Sadio Doumbia | Robert Galloway Alex Lawson                 | 6-3, 3-6, [15-13]   |
| 13. | 12 novembre 2022  | Open International de Roanne, Roanne           | Cemento (i) | Sadio Doumbia | Dustin Brown Szymon Walków                  | 7–6(5), 6-4         |
| 14. | 28 gennaio 2023   | Open Quimper Bretagne Occidentale, Quimper     | Cemento (i) | Sadio Doumbia | Anirudh Chandrasekar Arjun Kadhe            | 6-2, 6-4            |
| 15. | 15 aprile 2023    | Split Open, Spalato                            | Terra rossa | Sadio Doumbia | Anirudh Chandrasekar Vijay Sundar Prashanth | 6-4, 6-4            |
| 16. | 16 marzo 2024     | Arizona Tennis Classic, Phoenix                | Cemento     | Sadio Doumbia | Rinky Hijikata Henry Patten                 | 6-3, 6-2            |
| 17. | 25 gennaio 2025   | Open Quimper Bretagne Occidentale, Quimper     | Cemento (i) | Sadio Doumbia | Romain Arneodo Manuel Guinard               | 6-2, 4-6, 10-3      |

##### Finali perse (17)
| Legenda tornei minori |
| Challenger (9)        |
| ITF (8)               |

| N. | Data            | Torneo                                      | Superficie  | Compagno      | Avversari in finale                          | Punteggio           |
| 1. | 14 gennaio 2017 | Bangkok Challenger II, Bangkok              | Cemento     | Sadio Doumbia | Sanchai Ratiwatana Sonchat Ratiwatana        | 6(4)–7, 5-7         |
| 2. | 10 agosto 2019  | Internazionali di Manerbio, Manerbio        | Terra rossa | Sadio Doumbia | Fabrício Neis Fernando Romboli               | 4-6, 6(4)–7         |
| 3. | 7 novembre 2020 | Internazionali Città di Parma, Parma        | Cemento (i) | Sadio Doumbia | Grégoire Barrère Albano Olivetti             | 2-6, 4-6            |
| 4. | 21 maggio 2021  | Oeiras Challenger III, Oeiras               | Terra rossa | Sadio Doumbia | Hunter Reese Sem Verbeek                     | 6-4, 4-6, [7-10]    |
| 5. | 23 aprile 2022  | Split Open, Spalato                         | Terra rossa | Sadio Doumbia | Nathaniel Lammons Albano Olivetti            | 6-4, 6(6)–7, [7-10] |
| 6. | 30 aprile 2022  | Roma Open, Roma                             | Terra rossa | Sadio Doumbia | Jesper de Jong Bart Stevens                  | 6-3, 5-7, [8-10]    |
| 7. | 4 giugno 2022   | Forlì Open, Forlì                           | Terra rossa | Sadio Doumbia | Nicolás Barrientos Miguel Ángel Reyes Varela | 5-7, 6-4, [4-10]    |
| 8. | 20 agosto 2022  | Kozerki Open, Grodzisk Mazowiecki           | Cemento     | Hugo Nys      | Robin Haase Philipp Oswald                   | 3-6, 4-6            |
| 9. | 20 maggio 2023  | Tournoi International de Bordeaux, Bordeaux | Terra rossa | Sadio Doumbia | Lloyd Glasspool Harri Heliövaara             | 4-6, 2-6            |